# Ісаханов Ігор Миколайович
Ігор Миколайович Ісаханов (12 березня 1943, місто Азов Ростовської області, СРСР — 5 червня 1991, Київ) — український радянський діяч, генеральний директор Київського виробничого об'єднання «Завод Арсенал». Депутат Верховної Ради УРСР 10—11-го скликань (у 1984—1990 роках). Член ЦК КПУ в 1986—1990 роках.

## Біографія
Народився в родині службовця. У 1966 році закінчив радіотехнічний факультет Таганрозького радіотехнічного інституту.
У 1966—1983 роках — майстер виробничої дільниці, начальник цеху, заступник головного інженера, головний інженер Київського виробничого об'єднання «Завод Арсенал».
Член КПРС з 1972 року.
У листопаді 1983 — червні 1991 року — генеральний директор Київського виробничого об'єднання «Завод Арсенал». До складу виробничого об’єднання входили заводи «Арсенал», «Прогрес», «Вега», «Алмаз» та радгосп «Майданівський».

## Родина
Дружина — Валентина Леонідівна Ісаханова (15 лютого 1945, місто Таганрог — 17 липня 2018, місто Київ) — начальник Технологічного бюро ПТК-4 КП СПБ «Арсенал» (останнє місце роботи).
Дочка — Наталія Ісаханова, адвокат, к.ю.н., партнер АО «АФ «Сергій Козьяков та Партнери» (місто Київ, Україна).

## Нагороди
- орден Трудового Червоного Прапора
- лауреат Державної премії СРСР в області науки і техніки
- медалі